# Сакака
Сакака (араб. سكاكا‎) — город в Саудовской Аравии, центр административного округа Эль-Джауф. Население — 135 000 человек (по оценке 2009 года).

## География
Город Сакака находится на севере страны, в оазисе, окружённом со всех сторон пустыней Большой Нефуд. Расположен на высоте 564 м над уровнем моря. Рядом с городом находится исток вади Аба-эль-Кур (араб. وادي أبا القور‎).

## История
Первые стоянки человека появились здесь свыше 4000 лет назад. Рядом с городом находится Ар-Раджаджиль — мегалитические постройки древних обитателей здешних мест.
В городе сохранилась крепость Каср За'абель, построенная в XIX веке.

## Экономика
Основу экономики Сакаки составляет сельское хозяйство, а именно выращивание фиников и оливок в оазисе. В 30 км к югу от города находится аэропорт, принимающий рейсы местных авиалиний.